# Хюи, Дюи и Луи
Хюи, Дюи и Луи Дък (на английски: Huey, Dewey and Louie) са анимационни и комикс персонажи – бели патета, които са племенници на Доналд Дък.
Създадени са през 1937 г. от Ал Талиаферо. Те са децата на Дела (Дъмбела) Дък, сестра на Доналд (в първия комикс от 17 октомври 1937 г. да е посочена като братовчедка).
Тримата са почти еднакви, обличат се еднотипно и имат еднакъв „патешки“ глас, като единствено се различават по цвета на дрехите им – Хюи носи червено, Дюи носи синьо и Луи носи зелено. Изключение е сериалът Крякаща тайфа, където са представени като тийнейджъри, имат различен външен вид и дрехи (запазвайки цветовете си) и всеки има собствен глас.
В комиксите и в сериала „Патешки истории“ те са членове на бойскаут организация, наречена „Малките патета“. В „Патешки истории“ Хюи, Дюи и Луи заедно със Скрудж Макдък обикновено търсят съкровища, или просто отиват на приключение. В „Крякаща тайфа“ живеят заедно с Доналд, този път под формата на тийнейджъри. За разлика от „сериозния“ „Патешки истории“, „Крякаща тайфа“ е по-смешен.
В българския дублаж на сериалите „Патешки истории“ и „Клуб Маус“ патетата се озвучават от Соня Костадинова.